# 362 до н. е.

## Події
- Конслуами Римської республіки були обрані Квінт Сервілій Агала та Луцій Генуцій Авентіненс. Вони воювали проти герніків, у бою з ними загинув Луцій Генуцій. Тоді Сервілій призначив диктатором Аппія Клавдія Красса Інрегілленса.
- битва при Мантінеї, військо фіванців, очолюване Епамінондом, завдало поразки спартанцям. Пелопоннеський союз розпався, закінчилася Беотійська війна.

### Астрономічні явища
- 24 травня. Гібридне сонячне затемнення.[1]
- 16 листопада. Гібридне сонячне затемнення.[1]

## Народились
- Евмен з Кардії
- Філемон Сіракузький

## Померли
- Датам
- Епамінонд — фіванський воєначальник і політик.
- Луцій Генуцій Авентіненс, давньоримський полководець
- Нектанеб I